# Saison 2013-2014 de l'ES Troyes AC
Chronologie
Saison précédente Saison suivante
La saison 2013-2014 de l'ES Troyes AC, club de football français, voit l'équipe évoluer en Ligue 2.

## Transferts

### Été 2013
Le mercato a débuté le 11 juin 2013.
| Nom                      | Nationalité | Transfert          | Provenance/Destination   | Division           |
| Arrivées                 |             |                    |                          |                    |
| Ghislain Gimbert         | France      | Joueur Libre       | Stade lavallois          | Ligue 2            |
| Karim Azamoum            | France      |                    | Hyères FC                | CFA                |
| Lionel Carole            | France      | Transfert          | Benfica Lisbonne         | Liga ZON Sagres    |
| Denis Petric             | Slovénie    | Transfert          | FC Istres                | Ligue 2            |
| Yoann Court              | France      | Joueur Libre       | CS Sedan-Ardennes        | CFA                |
| Guillaume Lacour         | France      | Joueur Libre       | Évian Thonon Gaillard FC | Ligue 1            |
| Mahamadou N'Diaye        | Mali        | Joueur Libre       | Vitoria Guimarães        | Liga ZON Sagres    |
| Départ                   |             |                    |                          |                    |
| Julien Faussurier        | France      | Transfert          | FC Sochaux               | Ligue 1            |
| Eloge Enza-Yamissi       | France      | Transfert          | Valenciennes FC          | Ligue 1            |
| Jérémie Bréchet          | France      | Transfert          | Girondins de Bordeaux    | Ligue 1            |
| Granddi Ngoyi            | France      | Transfert          | US Palerme               | Série B            |
| Yohann Thuram            | France      | Transfert          | Standard Liège           | Jupiler Pro League |
| Fabrice N'Sakala         | France      | Transfert          | RSC Anderlecht           | Jupiler Pro League |
| Jean-Christophe Bahebeck | France      | Retour Prêt        | Paris Saint-Germain      | Ligue 1            |
| Fabien Camus             | Tunisie     | Retour Prêt        | KRC Genk                 | Jupiler Pro League |
| Mohamed Yattara          | Guinée      | Retour Prêt        | Olympique lyonnais       | Ligue 1            |
| Julien Outrebon          | France      | Fin de contrat     |                          |                    |
| Sylvain Monsoreau        | France      | Fin de contrat     |                          |                    |
| Antoine Philippon        | France      | Rupture de contrat |                          |                    |

## Préparation d'avant-saison
La reprise de l'entraînement est fixée au 27 juin 2013.